# チャーチル (原子力潜水艦)
チャーチル (HMS Churchill, S46) は、イギリス海軍の原子力潜水艦。チャーチル級原子力潜水艦の1番艦。艦名はウィンストン・チャーチルにちなむ。

## 艦歴
「チャーチル」は、ヴィッカース・アームストロングバロー・イン・ファーネスで1967年6月30日に起工、1968年12月20日進水、1970年7月15日に就役した。
1982年にはフォークランド紛争に参加している。
1991年2月28日に退役し、現在はロサイスで保管されている。